# Tour d'Italie 2025
Le Tour d'Italie 2025 (en italien : Giro d'Italia 2025) est la 108e édition de cette course cycliste masculine sur route, l'un des trois grands tours de la saison. La course a lieu du 9 mai au 1er juin 2025 et fait partie du calendrier UCI World Tour 2025 en catégorie 2.UWT.

## Présentation

### Révélations anticipées
Avant le dévoilement du parcours du Tour d'Italie 2025, initialement prévu le 12 novembre 2024, de nombreuses rumeurs sur le tracé circulent les mois précédant l'annonce. Il est en effet plus que probable que le départ soit donné d'Albanie avec trois étapes dans ce pays dont au moins une dans la capitale Tirana. Ensuite, les coureurs rejoignent l'Italie pour poursuivre la course probablement dans les Pouilles avec des lieux de départ ou d'arrivée possibles à Alberobello, Brindisi et Lecce avant de remonter vers le nord. Une nouvelle incursion est possible en Slovénie.
RCS, l'organisateur du Tour d'Italie, décide de reporter de deux mois la présentation du parcours, à savoir le 13 janvier 2025. La raison serait d'ordre financière. L'organisateur espère pouvoir donner le grand départ depuis l'Albanie, mais plusieurs accords logistiques ne seraient pas encore conclus. Un plan B existe, à savoir un départ en Sicile, mais qui ne reste qu'une solution de secours.

### Révélations officielles
Le 23 décembre 2024, les trois premières étapes sont révélées par les organisateurs. Le départ du Tour d'Italie 2025 aura lieu le 9 mai 2025 à Durrës, en Albanie. C'est la quinzième fois que le Giro part d'un pays autre que l'Italie. La première étape, sur un parcours accidenté, d'une longueur de 164 km arrivera dans la capitale Tirana. Le 10 mai 2025, un contre-la-montre de 13,7 km aura lieu autour de Tirana. La troisième étape de 160 km partira et arrivera à Vlorë, un tracé accidenté, avec un passage par le col de Llogare (10,7 km à 7,4 %), 39 km avant l'arrivée,.

## Parcours

### Grand départ en Albanie et première semaine
Après le triptyque albanais (voir Révélations officielles) et une journée de repos permettant la traversée de la Mer Adriatique, le Giro 2025 parcourt ses premiers kilomètres sur le sol italien depuis Alberobello (dans les Pouilles) pour trois étapes relativement plates couvrant les régions du sud de la botte pour arriver à Naples en fin de 6e étape. La 7e étape est la première grosse étape de montagne, traversant les Apennins et se terminant par l'ascension de plus de 12 kilomètres du col de 1re catégorie de Tagliacozzo. Les deux étapes suivantes remontent vers le nord avec une 9e étape toscane s'inspirant des Strade Bianche en comprenant quelques secteurs de chemins blancs et une arrivée sur la Piazza del Campo à Sienne.

### Deuxième semaine
La deuxième semaine comprend six étapes menant les coureurs de Toscane en Vénétie. Les deux premières et la dernière étapes de cette semaine sont les plus importantes. La 10e étape entre Lucques et Pise se déroulant contre-la-montre devrait modifier le classement. Le lendemain, l'étape de moyenne montagne comporte trois cols de 1re ou de 2e catégories. Après trois étapes considérées comme plus faciles, la 15e étape renoue avec la haute montagne et le col de Monte Grappa au programme.

### Troisième semaine
Cette dernière semaine s'orientant vers le nord-ouest de l'Italie est la plus ardue avec quatre étapes de haute montagne au programme capables de faire basculer la hiérarchie du classement général. Parmi celles-ci, la 16e étape, considérée comme l'étape reine (4 900 m de dénivelé positif) avec une arrivée au sommet à San Valentino ainsi que les 19e et 20e étapes (arrivée au sommet à Sestrières). La dernière étape dans les rues de Rome clôt ce Giro.

## Étapes
| Étape     | Date          | Villes étapes                       |                             | Distance (km)         | Vainqueur d’étape     | Leader du classement général |
| --------- | ------------- | ----------------------------------- | --------------------------- | --------------------- | --------------------- | ---------------------------- |
| 1re étape | ven. 9 mai    | Durrës – Tirana                     | Étape vallonnée             | 160                   | Mads Pedersen         | Mads Pedersen                |
| 2e étape  | sam. 10 mai   | Tirana – Tirana                     | Contre-la-montre individuel | 13,7                  | Joshua Tarling        | Primož Roglič                |
| 3e étape  | dim. 11 mai   | Vlora – Vlora                       | Étape vallonnée             | 160                   | Mads Pedersen         | Mads Pedersen                |
|           | lun. 12 mai   |                                     |                             | Transfert             | Transfert             | Transfert                    |
| 4e étape  | mar. 13 mai   | Alberobello – Lecce                 | Étape de plaine             | 189                   | Casper van Uden       | Mads Pedersen                |
| 5e étape  | mer. 14 mai   | Ceglie Messapica – Matera           | Étape vallonnée             | 151                   | Mads Pedersen         | Mads Pedersen                |
| 6e étape  | jeu. 15 mai   | Potenza – Naples                    | Étape vallonnée             | 227                   | Kaden Groves          | Mads Pedersen                |
| 7e étape  | ven. 16 mai   | Castel di Sangro – Tagliacozzo      | Étape de montagne           | 168                   | Juan Ayuso            | Primož Roglič                |
| 8e étape  | sam. 17 mai   | Giulianova – Castelraimondo         | Étape de moyenne montagne   | 197                   | Luke Plapp            | Diego Ulissi                 |
| 9e étape  | dim. 18 mai   | Gubbio – Sienne                     | Étape vallonnée             | 181                   | Wout van Aert         | Isaac Del Toro               |
|           | lun. 19 mai   |                                     | Jour de repos               | Journée de repos no 1 | Journée de repos no 1 | Journée de repos no 1        |
| 10e étape | mar. 20 mai   | Lucques – Pise                      | Contre-la-montre individuel | 28,6                  | Daan Hoole            | Isaac Del Toro               |
| 11e étape | mer. 21 mai   | Viareggio – Castelnovo ne' Monti    | Étape de moyenne montagne   | 186                   | Richard Carapaz       | Isaac Del Toro               |
| 12e étape | jeu. 22 mai   | Modène – Viadana                    | Étape vallonnée             | 172                   | Olav Kooij            | Isaac Del Toro               |
| 13e étape | ven. 23 mai   | Rovigo – Vicence                    | Étape vallonnée             | 180                   | Mads Pedersen         | Isaac Del Toro               |
| 14e étape | sam. 24 mai   | Trévise – Nova Gorica               | Étape de plaine             | 195                   | Kasper Asgreen        | Isaac Del Toro               |
| 15e étape | dim. 25 mai   | Fiume Veneto – Asiago               | Étape de montagne           | 219                   | Carlos Verona         | Isaac Del Toro               |
|           | lun. 26 mai   |                                     | Jour de repos               | Journée de repos no 2 | Journée de repos no 2 | Journée de repos no 2        |
| 16e étape | mar. 27 mai   | Piazzola sul Brenta – San Valentino | Étape de montagne           | 203                   | Christian Scaroni     | Isaac Del Toro               |
| 17e étape | mer. 28 mai   | San Michele all'Adige – Bormio      | Étape de montagne           | 155                   | Isaac Del Toro        | Isaac Del Toro               |
| 18e étape | jeu. 29 mai   | Morbegno – Cesano Maderno           | Étape vallonnée             | 144                   | Nico Denz             | Isaac Del Toro               |
| 19e étape | ven. 30 mai   | Bielle – Champoluc                  | Étape de montagne           | 166                   | Nicolas Prodhomme     | Isaac Del Toro               |
| 20e étape | sam. 31 mai   | Verrès – Sestrières                 | Étape de montagne           | 205                   | Chris Harper          | Simon Yates                  |
| 21e étape | dim. 1er juin | Rome – Rome                         | Étape de plaine             | 143                   | Olav Kooij            | Simon Yates                  |

## Équipes
En tant que course World Tour, les 18 équipes World Tour participent automatiquement à la course. Parmi les équipes Pro, Israel-Premier Tech est sélectionnée.
| WorldTeams (18)- Alpecin-Deceuninck - Arkéa-B&B Hotels - Bahrain-Victorious - Cofidis - Decathlon AG2R La Mondiale Team - EF Education-EasyPost - Groupama-FDJ - Ineos Grenadiers - Intermarché-Wanty - Team Jayco AlUla - Lidl-Trek - Movistar Team - Red Bull-BORA-hansgrohe - Soudal Quick-Step - Team Picnic-PostNL - UAE Team Emirates XRG - Team Visma \| Lease a Bike - XDS Astana Team ProTeams (5)- Israel-Premier Tech - Q36.5 Pro Cycling Team - Team Polti VisitMalta - Tudor Pro Cycling Team - VF Group-Bardiani CSF-Faizanè |
| |

## Favoris et principaux participants

### Pour le classement général
En l'absence de Tadej Pogačar, de Jonas Vingegaard et de Remco Evenepoel, le principal favori pressenti pour la victoire finale est le vainqueur de l'épreuve en 2023 Primož Roglič (Red Bull Bora Hansgrohe) en quête d'un sixième Grand Tour. Son principal adversaire devrait être l'Espagnol Juan Ayuso, le leader de l'équipe UAE Emirates XRG, lequel dispose de solides équipiers comme Adam Yates, Brandon McNulty et Jay Vine.
Les autres favoris, outsiders ou candidats au top 5 ou au top 10 sont le jeune coureur italien Antonio Tiberi (Bahrain Victorious), l'Ḗquatorien Richard Carapaz (EF Education), le Colombien Egan Bernal (Ineos Grenadiers) accompagné par son équipier Thymen Arensman, l’Australien Michael Storer (Tudor Pro Cycling), l'Espagnol Mikel Landa (Soudal Quick Step), l'Italien Giulio Ciccone (Lidl Trek), le Canadien Derek Gee (Israel Premier Tech) ainsi que les Britanniques Simon Yates (Visma Lease a Bike) et Tom Pidcock (Q36.5).

### Pour le classement par points
Pour le classement par points, Mads Pedersen, Wout van Aert, Kaden Groves, Milan Fretin, Sam Bennett et Olav Kooij sont pressentis parmi les coureurs les plus rapides en l'absence du sprinteur italien Jonathan Milan.

### Pour les victoires d'étapes
Le polyvalent coureur belge, Wout van Aert se rend sur le Giro 2025 avec l'intention de remporter des étapes. Il fait partie des six coureurs qui sont en lice pour intégrer la liste des cyclistes vainqueurs d'étapes sur les trois grands tours avec Romain Bardet, Rafał Majka, Simon Clarke, Adam Yates et Wout Poels.

## Déroulement de la course

### Première semaine
Les trois premières journées en Albanie voient le Danois Mads Pedersen remporter les 1re et 3e étape au sprint, profitant d'un gros travail de son équipe dans les côtes pour éliminer ses rivaux. Le contre-la-montre lors de la 2e étape voit s'imposer Joshua Tarling tandis que le Slovène Primož Roglič s'empare du maillot rose, avant de le céder à Pedersen le lendemain en raison des bonifications. Il profite de son bon contre-la-montre pour prendre déjà du temps sur ses rivaux.
De retour en Italie, les 4e et 5e étapes se jouent aux sprints et c'est Casper van Uden puis Mads Pedersen qui s'imposent. La 6e étape est marquée par une grosse chute au sein du peloton qui contraint Jai Hindley (coéquipier de premier plan de Roglič et vainqueur du Giro 2023) à l'abandon. Les temps sont neutralisés en raison des conditions climatiques et c'est l'Australien Kaden Groves qui gagne au sprint à Naples.
La 7e étape est le théâtre d'une première explication entre favoris. C'est Juan Ayuso qui s'impose et reprend quelques secondes sur ses rivaux. Primož Roglič récupère, lui, le maillot rose. Le lendemain, le peloton laisse partir une échappée et c'est l'Australien Luke Plapp qui l'emporte en solitaire tandis que l'expérimenté italien Diego Ulissi s'empare du maillot rose. La 9e étape est marquée par des passages sur des chemins blancs empruntés par les Strade Bianche. Alors que Roglič chute et perd du temps, le Mexicain Isaac Del Toro, équipier de Ayuso, s'isole en tête avec Wout van Aert, qui s'adjuge l'étape devant Del Toro. Le mexicain devient le nouveau leader du classement général et s'empare du maillot rose.

### Deuxième semaine
La deuxième semaine commence par le deuxième et dernier contre-la-montre, à Pise. Le Néerlandais Daan Hoole crée la surprise en s'imposant devant Tarling, favori de l'étape, tandis que Roglič et Ayuso reprennent du temps à leurs adversaires directs. Le lendemain, alors que l'échappée pense aller au bout, le peloton revient à la faveur d'une offensive de l'équipe Ineos Grenadiers. Richard Carapaz profite de ce travail pour placer une attaque et gagner en solitaire devant Del Toro, une troisième fois deuxième sur le Tour d'Italie. Les 12e et 13e étapes se jouent aux sprints, c'est Olav Kooij et Mads Pedersen qui s'imposent. Le danois conforte son maillot cyclamen. Le lendemain, le Danois Kasper Asgreen résiste au peloton pour remporter la 14e étape, tandis que des chutes retardent plusieurs favoris et contraignent l'Italien Giulio Ciccone à l'abandon. La 15e étape est marquée par une défaillance de Primož Roglič dans la montée finale, et la victoire en solitaire de l'espagnol Carlos Verona.
En fin de deuxième semaine, Isaac Del Toro est toujours maillot rose, devançant de plus d'une minute Simon Yates et Juan Ayuso. Primož Roglič est 10e à près de 4 minutes. Le classement par points est dominé par Mads Pedersen et le classement de la montagne par Lorenzo Fortunato.

### Troisième semaine
La 16e étape est un tournant dans la course, avec les défaillances des deux principaux favoris. Primož Roglič abandonne après une nouvelle chute tandis que Juan Ayuso craque dans l'avant-dernière montée et perd plus de 15 minutes. Isaac Del Toro connait sa première défaillance et cède du terrain face à Richard Carapaz et Simon Yates qui se placent comme principaux rivaux du mexicain à la victoire finale. À l'avant, l'échappée se joue la victoire d'étape. Le meilleur grimpeur Lorenzo Fortunato arrive avec son coéquipier Christian Scaroni et lui laisse la victoire tandis qu'il conforte son maillot azuro. Le lendemain, Isaac Del Toro réaffirme son statut d'homme à battre en remportant la 17ème étape après une attaque dans la dernière montée et une incroyable descente. La 18ème étape est une étape de transition gagnée par l'Allemand Nico Denz en solitaire. La 19ème étape, avec un enchainement de cols, est remportée en solitaire par le Français Nicolas Prodhomme tandis que Del Toro résiste aux attaques de ses rivaux.
La 20ème et dernière étape de montagne marque un dernier tournant dans la course. Dans le Col du Finestre, Simon Yates s'isole et profite du marquage tactique entre Isaac Del Toro et Richard Carapaz pour creuser et passer en tête avec 1'36'' d'avance. Dans la descente, Del Toro et Carapaz ne s'entendent toujours pas et laissent le Britannique, bien aidé par son coéquipier Wout van Aert, augmenter son avance jusqu'à 4 minutes. L'Australien Chris Harper s'adjuge l'étape en solitaire. Troisième, Simon Yates parvient ainsi à renverser Isaac Del Toro et s'emparer de la tunique de leader à une journée de la fin.

## Classements

### Classement général final
| \| Classement général \| Classement général \| Classement général \| Classement général \| Classement général \| \| Coureur \| Coureur \| Pays \| Équipe \| Temps \| \| ------------------ \| ------------------ \| ------------------ \| -------------------------- \| ------------------ \| \| 1er \| Simon Yates \| Royaume-Uni \| Team Visma \\| Lease a Bike \| 82 h 31 min 01 s \| \| 2e \| Isaac Del Toro \| Mexique \| UAE Team Emirates XRG \| + 3 min 56 s \| \| 3e \| Richard Carapaz \| Équateur \| EF Education-EasyPost \| + 4 min 43 s \| \| 4e \| Derek Gee \| Canada \| Israel-Premier Tech \| + 6 min 23 s \| \| 5e \| Damiano Caruso \| Italie \| Bahrain Victorious \| + 7 min 32 s \| \| 6e \| Giulio Pellizzari \| Italie \| Red Bull-Bora-Hansgrohe \| + 9 min 28 s \| \| 7e \| Egan Bernal \| Colombie \| Ineos Grenadiers \| + 12 min 42 s \| \| 8e \| Einer Rubio \| Colombie \| Movistar Team \| + 13 min 05 s \| \| 9e \| Brandon McNulty \| États-Unis \| UAE Team Emirates XRG \| + 13 min 36 s \| \| 10e \| Michael Storer \| Australie \| Tudor Pro Cycling Team \| + 14 min 27 s \| \| 11e \| Max Poole \| Royaume-Uni \| Team Picnic-PostNL \| + 18 min 15 s \| \| 12e \| Adam Yates \| Royaume-Uni \| UAE Team Emirates XRG \| + 21 min 43 s \| \| 13e \| Rafał Majka \| Pologne \| UAE Team Emirates XRG \| + 23 min 46 s \| \| 14e \| Davide Piganzoli \| Italie \| Team Polti VisitMalta \| + 27 min 53 s \| \| 15e \| Nicolas Prodhomme \| France \| Decathlon-AG2R La Mondiale \| + 36 min 09 s \| \| 16e \| Tom Pidcock \| Royaume-Uni \| Q36.5 Pro Cycling Team \| + 44 min 41 s \| \| 17e \| Antonio Tiberi \| Italie \| Bahrain Victorious \| + 46 min 04 s \| \| 18e \| Louis Meintjes \| Afrique du Sud \| Intermarché-Wanty \| + 52 min 03 s \| \| 19e \| James Knox \| Royaume-Uni \| Soudal Quick-Step \| + 56 min 35 s \| \| 20e \| Florian Stork \| Allemagne \| Tudor Pro Cycling Team \| + 58 min 53 s \| |                   |                |                            |                  |
| |                   |                |                            |                  |
| Source : ProCyclingStats |                   |                |                            |                  |
| Classement général |                   |                |                            |                  |
| Coureur | Coureur           | Pays           | Équipe                     | Temps            |
| 1er | Simon Yates       | Royaume-Uni    | Team Visma \| Lease a Bike | 82 h 31 min 01 s |
| 2e | Isaac Del Toro    | Mexique        | UAE Team Emirates XRG      | + 3 min 56 s     |
| 3e | Richard Carapaz   | Équateur       | EF Education-EasyPost      | + 4 min 43 s     |
| 4e | Derek Gee         | Canada         | Israel-Premier Tech        | + 6 min 23 s     |
| 5e | Damiano Caruso    | Italie         | Bahrain Victorious         | + 7 min 32 s     |
| 6e | Giulio Pellizzari | Italie         | Red Bull-Bora-Hansgrohe    | + 9 min 28 s     |
| 7e | Egan Bernal       | Colombie       | Ineos Grenadiers           | + 12 min 42 s    |
| 8e | Einer Rubio       | Colombie       | Movistar Team              | + 13 min 05 s    |
| 9e | Brandon McNulty   | États-Unis     | UAE Team Emirates XRG      | + 13 min 36 s    |
| 10e | Michael Storer    | Australie      | Tudor Pro Cycling Team     | + 14 min 27 s    |
| 11e | Max Poole         | Royaume-Uni    | Team Picnic-PostNL         | + 18 min 15 s    |
| 12e | Adam Yates        | Royaume-Uni    | UAE Team Emirates XRG      | + 21 min 43 s    |
| 13e | Rafał Majka       | Pologne        | UAE Team Emirates XRG      | + 23 min 46 s    |
| 14e | Davide Piganzoli  | Italie         | Team Polti VisitMalta      | + 27 min 53 s    |
| 15e | Nicolas Prodhomme | France         | Decathlon-AG2R La Mondiale | + 36 min 09 s    |
| 16e | Tom Pidcock       | Royaume-Uni    | Q36.5 Pro Cycling Team     | + 44 min 41 s    |
| 17e | Antonio Tiberi    | Italie         | Bahrain Victorious         | + 46 min 04 s    |
| 18e | Louis Meintjes    | Afrique du Sud | Intermarché-Wanty          | + 52 min 03 s    |
| 19e | James Knox        | Royaume-Uni    | Soudal Quick-Step          | + 56 min 35 s    |
| 20e | Florian Stork     | Allemagne      | Tudor Pro Cycling Team     | + 58 min 53 s    |

### Classements annexes
| Classement par points | Classement par points | Classement par points | Classement par points      | Classement par points |
| Coureur               | Coureur               | Pays                  | Équipe                     | Points                |
| --------------------- | --------------------- | --------------------- | -------------------------- | --------------------- |
| 1er                   | Mads Pedersen         | Danemark              | Lidl-Trek                  | 295 pts               |
| 2e                    | Olav Kooij            | Pays-Bas              | Team Visma \| Lease a Bike | 185 pts               |
| 3e                    | Wout van Aert         | Belgique              | Team Visma \| Lease a Bike | 127 pts               |
| 4e                    | Dries De Bondt        | Belgique              | Decathlon-AG2R La Mondiale | 127 pts               |
| 5e                    | Isaac Del Toro        | Mexique               | UAE Team Emirates XRG      | 109 pts               |
| 6e                    | Kaden Groves          | Australie             | Alpecin-Deceuninck         | 98 pts                |
| 7e                    | Casper van Uden       | Pays-Bas              | Team Picnic-PostNL         | 89 pts                |
| 8e                    | Alessandro Tonelli    | Italie                | Team Polti VisitMalta      | 88 pts                |
| 9e                    | Richard Carapaz       | Équateur              | EF Education-EasyPost      | 77 pts                |
| 10e                   | Orluis Aular          | Venezuela             | Movistar Team              | 76 pts                |

| Classement par points | Classement par points | Classement par points | Classement par points      | Classement par points |
| Coureur               | Coureur               | Pays                  | Équipe                     | Points                |
| --------------------- | --------------------- | --------------------- | -------------------------- | --------------------- |
| 1er                   | Mads Pedersen         | Danemark              | Lidl-Trek                  | 295 pts               |
| 2e                    | Olav Kooij            | Pays-Bas              | Team Visma \| Lease a Bike | 185 pts               |
| 3e                    | Wout van Aert         | Belgique              | Team Visma \| Lease a Bike | 127 pts               |
| 4e                    | Dries De Bondt        | Belgique              | Decathlon-AG2R La Mondiale | 127 pts               |
| 5e                    | Isaac Del Toro        | Mexique               | UAE Team Emirates XRG      | 109 pts               |
| 6e                    | Kaden Groves          | Australie             | Alpecin-Deceuninck         | 98 pts                |
| 7e                    | Casper van Uden       | Pays-Bas              | Team Picnic-PostNL         | 89 pts                |
| 8e                    | Alessandro Tonelli    | Italie                | Team Polti VisitMalta      | 88 pts                |
| 9e                    | Richard Carapaz       | Équateur              | EF Education-EasyPost      | 77 pts                |
| 10e                   | Orluis Aular          | Venezuela             | Movistar Team              | 76 pts                |

| Classement de la montagne | Classement de la montagne | Classement de la montagne | Classement de la montagne     | Classement de la montagne |
| Coureur                   | Coureur                   | Pays                      | Équipe                        | Points                    |
| ------------------------- | ------------------------- | ------------------------- | ----------------------------- | ------------------------- |
| 1er                       | Lorenzo Fortunato         | Italie                    | XDS Astana Team               | 355 pts                   |
| 2e                        | Christian Scaroni         | Italie                    | XDS Astana Team               | 201 pts                   |
| 3e                        | Nicolas Prodhomme         | France                    | Decathlon-AG2R La Mondiale    | 107 pts                   |
| 4e                        | Manuele Tarozzi           | Italie                    | VF Group-Bardiani CSF-Faizanè | 87 pts                    |
| 5e                        | Carlos Verona             | Espagne                   | Lidl-Trek                     | 61 pts                    |
| 6e                        | Chris Harper              | Australie                 | Team Jayco AlUla              | 60 pts                    |
| 7e                        | Richard Carapaz           | Équateur                  | EF Education-EasyPost         | 47 pts                    |
| 8e                        | Romain Bardet             | France                    | Team Picnic-PostNL            | 47 pts                    |
| 9e                        | Isaac Del Toro            | Mexique                   | UAE Team Emirates XRG         | 45 pts                    |
| 10e                       | Pello Bilbao              | Espagne                   | Bahrain Victorious            | 42 pts                    |

| Classement de la montagne | Classement de la montagne | Classement de la montagne | Classement de la montagne     | Classement de la montagne |
| Coureur                   | Coureur                   | Pays                      | Équipe                        | Points                    |
| ------------------------- | ------------------------- | ------------------------- | ----------------------------- | ------------------------- |
| 1er                       | Lorenzo Fortunato         | Italie                    | XDS Astana Team               | 355 pts                   |
| 2e                        | Christian Scaroni         | Italie                    | XDS Astana Team               | 201 pts                   |
| 3e                        | Nicolas Prodhomme         | France                    | Decathlon-AG2R La Mondiale    | 107 pts                   |
| 4e                        | Manuele Tarozzi           | Italie                    | VF Group-Bardiani CSF-Faizanè | 87 pts                    |
| 5e                        | Carlos Verona             | Espagne                   | Lidl-Trek                     | 61 pts                    |
| 6e                        | Chris Harper              | Australie                 | Team Jayco AlUla              | 60 pts                    |
| 7e                        | Richard Carapaz           | Équateur                  | EF Education-EasyPost         | 47 pts                    |
| 8e                        | Romain Bardet             | France                    | Team Picnic-PostNL            | 47 pts                    |
| 9e                        | Isaac Del Toro            | Mexique                   | UAE Team Emirates XRG         | 45 pts                    |
| 10e                       | Pello Bilbao              | Espagne                   | Bahrain Victorious            | 42 pts                    |

| Classement du meilleur jeune | Classement du meilleur jeune | Classement du meilleur jeune | Classement du meilleur jeune | Classement du meilleur jeune |
| Coureur                      | Coureur                      | Pays                         | Équipe                       | Temps                        |
| ---------------------------- | ---------------------------- | ---------------------------- | ---------------------------- | ---------------------------- |
| 1er                          | Isaac Del Toro               | Mexique                      | UAE Team Emirates XRG        | 82 h 34 min 57 s             |
| 2e                           | Giulio Pellizzari            | Italie                       | Red Bull-Bora-Hansgrohe      | + 5 min 32 s                 |
| 3e                           | Max Poole                    | Royaume-Uni                  | Team Picnic-PostNL           | + 14 min 19 s                |
| 4e                           | Davide Piganzoli             | Italie                       | Team Polti VisitMalta        | + 23 min 57 s                |
| 5e                           | Antonio Tiberi               | Italie                       | Bahrain Victorious           | + 42 min 08 s                |
| 6e                           | Embret Svestad-Bårdseng      | Norvège                      | Arkéa-B&B Hotels             | + 1 h 02 min 44 s            |
| 7e                           | Edoardo Zambanini            | Italie                       | Bahrain Victorious           | + 1 h 22 min 03 s            |
| 8e                           | Marco Frigo                  | Italie                       | Israel-Premier Tech          | + 1 h 28 min 24 s            |
| 9e                           | Gianmarco Garofoli           | Italie                       | Soudal Quick-Step            | + 1 h 49 min 57 s            |
| 10e                          | Igor Arrieta                 | Espagne                      | UAE Team Emirates XRG        | + 1 h 56 min 19 s            |

| Classement du meilleur jeune | Classement du meilleur jeune | Classement du meilleur jeune | Classement du meilleur jeune | Classement du meilleur jeune |
| Coureur                      | Coureur                      | Pays                         | Équipe                       | Temps                        |
| ---------------------------- | ---------------------------- | ---------------------------- | ---------------------------- | ---------------------------- |
| 1er                          | Isaac Del Toro               | Mexique                      | UAE Team Emirates XRG        | 82 h 34 min 57 s             |
| 2e                           | Giulio Pellizzari            | Italie                       | Red Bull-Bora-Hansgrohe      | + 5 min 32 s                 |
| 3e                           | Max Poole                    | Royaume-Uni                  | Team Picnic-PostNL           | + 14 min 19 s                |
| 4e                           | Davide Piganzoli             | Italie                       | Team Polti VisitMalta        | + 23 min 57 s                |
| 5e                           | Antonio Tiberi               | Italie                       | Bahrain Victorious           | + 42 min 08 s                |
| 6e                           | Embret Svestad-Bårdseng      | Norvège                      | Arkéa-B&B Hotels             | + 1 h 02 min 44 s            |
| 7e                           | Edoardo Zambanini            | Italie                       | Bahrain Victorious           | + 1 h 22 min 03 s            |
| 8e                           | Marco Frigo                  | Italie                       | Israel-Premier Tech          | + 1 h 28 min 24 s            |
| 9e                           | Gianmarco Garofoli           | Italie                       | Soudal Quick-Step            | + 1 h 49 min 57 s            |
| 10e                          | Igor Arrieta                 | Espagne                      | UAE Team Emirates XRG        | + 1 h 56 min 19 s            |

| Classement par équipes | Classement par équipes     | Classement par équipes | Classement par équipes |
| Équipe                 | Équipe                     | Pays                   | Temps                  |
| ---------------------- | -------------------------- | ---------------------- | ---------------------- |
| 1re                    | UAE Team Emirates XRG      | Émirats arabes unis    | 247 h 53 min 24 s      |
| 2e                     | Bahrain-Victorious         | Bahreïn                | + 58 min 40 s          |
| 3e                     | Team Visma \| Lease a Bike | Pays-Bas               | + 1 h 15 min 37 s      |
| 4e                     | XDS Astana Team            | Kazakhstan             | + 1 h 46 min 40 s      |
| 5e                     | Tudor Pro Cycling Team     | Suisse                 | + 1 h 52 min 53 s      |
| 6e                     | Movistar Team              | Espagne                | + 1 h 52 min 56 s      |
| 7e                     | Team Picnic-PostNL         | Pays-Bas               | + 2 h 25 min 21 s      |
| 8e                     | Red Bull-BORA-hansgrohe    | Allemagne              | + 2 h 52 min 52 s      |
| 9e                     | Israel-Premier Tech        | Israël                 | + 3 h 06 min 01 s      |
| 10e                    | Ineos Grenadiers           | Royaume-Uni            | + 3 h 09 min 08 s      |

| Classement par équipes | Classement par équipes     | Classement par équipes | Classement par équipes |
| Équipe                 | Équipe                     | Pays                   | Temps                  |
| ---------------------- | -------------------------- | ---------------------- | ---------------------- |
| 1re                    | UAE Team Emirates XRG      | Émirats arabes unis    | 247 h 53 min 24 s      |
| 2e                     | Bahrain-Victorious         | Bahreïn                | + 58 min 40 s          |
| 3e                     | Team Visma \| Lease a Bike | Pays-Bas               | + 1 h 15 min 37 s      |
| 4e                     | XDS Astana Team            | Kazakhstan             | + 1 h 46 min 40 s      |
| 5e                     | Tudor Pro Cycling Team     | Suisse                 | + 1 h 52 min 53 s      |
| 6e                     | Movistar Team              | Espagne                | + 1 h 52 min 56 s      |
| 7e                     | Team Picnic-PostNL         | Pays-Bas               | + 2 h 25 min 21 s      |
| 8e                     | Red Bull-BORA-hansgrohe    | Allemagne              | + 2 h 52 min 52 s      |
| 9e                     | Israel-Premier Tech        | Israël                 | + 3 h 06 min 01 s      |
| 10e                    | Ineos Grenadiers           | Royaume-Uni            | + 3 h 09 min 08 s      |

#### Autres classements
- Classement des sprints intermédiaires[9] :  Dries De Bondt
- Classement de la combativité :  Lorenzo Fortunato
- Classement Fuga Bianchi[10] :  Manuele Tarozzi
- Cima Coppi :  Chris Harper
- Cima Pantani :  Afonso Eulálio
- RedBull KM:  Manuele Tarozzi
- Trophée Bonacossa[11] :  Wout van Aert
- Classement du fair-play :

### Classement UCI
La course attribue des points au Classement mondial UCI 2025 selon le barème suivant :
| Position                   | 1er  | 2e  | 3e  | 4e  | 5e  | 6e  | 7e  | 8e  | 9e  | 10e | 11e | 12e | 13e | 14e | 15e | 16e | 17e | 18e | 19e | 20e | 20e à 25e | 26e à 30e | 31e à 40e | 41e à 50e | 51e à 55e | 56e à 60e |
| -------------------------- | ---- | --- | --- | --- | --- | --- | --- | --- | --- | --- | --- | --- | --- | --- | --- | --- | --- | --- | --- | --- | --------- | --------- | --------- | --------- | --------- | --------- |
| Classement général         | 1100 | 885 | 750 | 600 | 495 | 415 | 340 | 285 | 235 | 180 | 155 | 130 | 110 | 90  | 80  | 75  | 70  | 60  | 44  | 55  | 50        | 30        | 25        | 20        | 15        | 10        |
| Par étapes                 | 180  | 130 | 95  | 80  | 60  | 45  | 40  | 35  | 30  | 25  | 20  | 15  | 10  | 5   | 2   |     |     |     |     |     |           |           |           |           |           |           |
| Classements finaux annexes | 180  | 130 | 95  |     |     |     |     |     |     |     |     |     |     |     |     |     |     |     |     |     |           |           |           |           |           |           |
| Leader par étapes          | 20   |     |     |     |     |     |     |     |     |     |     |     |     |     |     |     |     |     |     |     |           |           |           |           |           |           |

#### Points gagnés à l'issue de la course
| Rang | Coureur | Équipe | Général | Etape | Leader | Annexe | Total |
| ---- | ------- | ------ | ------- | ----- | ------ | ------ | ----- |
| 1    |         |        |         |       |        |        |       |
| 2    |         |        |         |       |        |        |       |
| 3    |         |        |         |       |        |        |       |
| 4    |         |        |         |       |        |        |       |
| 5    |         |        |         |       |        |        |       |
| 6    |         |        |         |       |        |        |       |
| 7    |         |        |         |       |        |        |       |
| 8    |         |        |         |       |        |        |       |
| 9    |         |        |         |       |        |        |       |
| 10   |         |        |         |       |        |        |       |

## Évolution des classements

### Règlements
Le classement général, dont le leader porte le maillot rose, s'établit en additionnant les temps réalisés à chaque étape, puis en ôtant d'éventuelles bonifications (10, 6 et 4 secondes à l'arrivée des étapes en ligne et 3, 2 et 1 secondes au second sprint intermédiaire de chaque étape). En cas d'égalité, les critères de départage, dans l'ordre, sont : dixièmes et centièmes de seconde enregistrés lors des contre-la-montre, addition des places obtenues lors de chaque étape, place obtenue lors de la dernière étape. Ce classement est le plus important de la course et le gagnant est le vainqueur du Giro.
Le classement par points, dont le leader porte le maillot cyclamen, est l'addition des points attribués à l'arrivée des étapes et au premier sprint intermédiaire de chaque étape en ligne. Comme c'est le cas depuis 2014, la répartition des points est différente selon le type d'étape. Ainsi, le classement par points est établi en fonction du barème suivant :
- Pour les arrivées des étapes dites « sans difficulté » ou de « basse difficulté » : 50, 35, 25, 18, 14, 12, 10, 8, 7, 6, 5, 4, 3, 2 et 1 point(s) pour les 15 premiers coureurs classés ;
- Pour les arrivées des étapes dites de « moyenne difficulté » : 25, 18, 12, 8, 6, 5, 4, 3, 2, 1 point(s) pour les 10 premiers coureurs classés ;
- Pour les arrivées des étapes dites de « haute montagne » et les contre-la-montre individuels : 15, 12, 9, 7, 6, 5, 4, 3, 2 et 1 point(s) pour les 10 premiers coureurs classés ;
- Pour les sprints intermédiaires (le premier de chaque étape en ligne) : 12, 8, 6, 5, 4, 3, 2 et 1 point(s) pour les 8 premiers coureurs classés.

En cas d'égalité de points, les critères de départage, dans l'ordre, sont : nombre de victoires d'étape, nombre de sprints intermédiaires, classement général.
Le classement de la montagne, dont le leader porte le maillot bleu, consiste en l'addition des points obtenus au sommet des différentes ascensions classées tout au long de l'épreuve, en fonction du barème suivant :
- Pour l'ascension dite Cima Coppi : 50, 30, 20, 14, 10, 6, 4, 2 et 1 point pour les 9 premiers coureurs classés ;
- Pour les ascensions de 1re catégorie (arrivée au sommet) : 50, 24, 16, 9, 6, 4, 2 et 1 point pour les 8 premiers coureurs classés ;
- Pour les ascensions de 1re catégorie : 40, 18, 12, 9, 6, 4, 2 et 1 point pour les 8 premiers coureurs classés ;
- Pour les ascensions de 2e catégorie : 18, 8, 6, 4, 2 et 1 point pour les 6 premiers coureurs classés ;
- Pour les ascensions de 3e catégorie : 9, 4, 2 et 1 point pour les 4 premiers coureurs classés ;
- Pour les ascensions de 4e catégorie : 3, 2 et 1 point pour les 3 premiers coureurs classés.

En cas d'égalité de points, les critères de départage, dans l'ordre, sont : nombre de premières places dans la Cima Coppi, les ascensions de 1re, de 2e, de 3e, puis de 4e catégorie, et le classement général.
Le classement du meilleur jeune, dont le leader porte le maillot blanc, est le classement général des coureurs nés après le 1er janvier 1999.
Il existe également un classement pour les équipes. Le classement par équipes de l'étape est l'addition des trois meilleurs temps individuels de chaque équipe, sauf lors du contre-la-montre par équipes, où l'on prend le temps de l'équipe. En cas d'égalité, les critères de départage, dans l'ordre, sont : addition des places des 3 premiers coureurs des équipes concernées, place du meilleur coureur sur l'étape. Calculer le classement par équipes revient à additionner les classements par équipes de chaque étape. En cas d'égalité, les critères de départage, dans l'ordre, sont : nombre de premières places dans le classement par équipes du jour, nombre de deuxièmes places dans le classement par équipes du jour, etc., place au classement général du meilleur coureur des équipes concernées.

### Suivi étape par étape
| Étape              | Vainqueur          | Classement général | Classement par points | Classement de la montagne | Classement du meilleur jeune | Classement par équipes |
| ------------------ | ------------------ | ------------------ | --------------------- | ------------------------- | ---------------------------- | ---------------------- |
| 1                  | Mads Pedersen      | Mads Pedersen      | Mads Pedersen         | Sylvain Moniquet          | Francesco Busatto            | Lidl-Trek              |
| 2                  | Joshua Tarling     | Primož Roglič      | Mads Pedersen         | Sylvain Moniquet          | Mathias Vacek                | Lidl-Trek              |
| 3                  | Mads Pedersen      | Mads Pedersen      | Mads Pedersen         | Lorenzo Fortunato         | Mathias Vacek                | Lidl-Trek              |
| 4                  | Casper van Uden    | Mads Pedersen      | Mads Pedersen         | Lorenzo Fortunato         | Mathias Vacek                | Lidl-Trek              |
| 5                  | Mads Pedersen      | Mads Pedersen      | Mads Pedersen         | Lorenzo Fortunato         | Mathias Vacek                | Lidl-Trek              |
| 6                  | Kaden Groves       | Mads Pedersen      | Mads Pedersen         | Lorenzo Fortunato         | Mathias Vacek                | Lidl-Trek              |
| 7                  | Juan Ayuso         | Primož Roglič      | Mads Pedersen         | Lorenzo Fortunato         | Juan Ayuso                   | UAE Emirates XRG       |
| 8                  | Luke Plapp         | Diego Ulissi       | Mads Pedersen         | Lorenzo Fortunato         | Juan Ayuso                   | UAE Emirates XRG       |
| 9                  | Wout van Aert      | Isaac Del Toro     | Mads Pedersen         | Lorenzo Fortunato         | Isaac Del Toro               | UAE Emirates XRG       |
| 10                 | Daan Hoole         | Isaac Del Toro     | Mads Pedersen         | Lorenzo Fortunato         | Isaac Del Toro               | UAE Emirates XRG       |
| 11                 | Richard Carapaz    | Isaac Del Toro     | Mads Pedersen         | Lorenzo Fortunato         | Isaac Del Toro               | UAE Emirates XRG       |
| 12                 | Olav Kooij         | Isaac Del Toro     | Mads Pedersen         | Lorenzo Fortunato         | Isaac Del Toro               | UAE Emirates XRG       |
| 13                 | Mads Pedersen      | Isaac Del Toro     | Mads Pedersen         | Lorenzo Fortunato         | Isaac Del Toro               | UAE Emirates XRG       |
| 14                 | Kasper Asgreen     | Isaac Del Toro     | Mads Pedersen         | Lorenzo Fortunato         | Isaac Del Toro               | UAE Emirates XRG       |
| 15                 | Carlos Verona      | Isaac Del Toro     | Mads Pedersen         | Lorenzo Fortunato         | Isaac Del Toro               | UAE Emirates XRG       |
| 16                 | Christian Scaroni  | Isaac Del Toro     | Mads Pedersen         | Lorenzo Fortunato         | Isaac Del Toro               | UAE Emirates XRG       |
| 17                 | Isaac Del Toro     | Isaac Del Toro     | Mads Pedersen         | Lorenzo Fortunato         | Isaac Del Toro               | UAE Emirates XRG       |
| 18                 | Nico Denz          | Isaac Del Toro     | Mads Pedersen         | Lorenzo Fortunato         | Isaac Del Toro               | UAE Emirates XRG       |
| 19                 | Nicolas Prodhomme  | Isaac Del Toro     | Mads Pedersen         | Lorenzo Fortunato         | Isaac Del Toro               | UAE Emirates XRG       |
| 20                 | Chris Harper       | Simon Yates        | Mads Pedersen         | Lorenzo Fortunato         | Isaac Del Toro               | UAE Emirates XRG       |
| 21                 | Olav Kooij         | Simon Yates        | Mads Pedersen         | Lorenzo Fortunato         | Isaac Del Toro               | UAE Emirates XRG       |
| Classements finals | Classements finals | Simon Yates        | Mads Pedersen         | Lorenzo Fortunato         | Isaac Del Toro               | UAE Emirates XRG       |

### Bilan par équipes
| Équipe                        | Pays                | Meilleur classement général | Victoire(s) d'étape     | Maillot rose (jours) | Classements annexes                                 |
| ----------------------------- | ------------------- | --------------------------- | ----------------------- | -------------------- | --------------------------------------------------- |
| Red Bull-Bora-Hansgrohe       | Allemagne           | 6e                          | 1 (18)                  | 2                    |                                                     |
| Alpecin-Deceuninck            | Belgique            | 85e                         | 1 (6)                   |                      |                                                     |
| Arkéa-B&B Hotels              | France              | 22e                         |                         |                      |                                                     |
| Bahrain Victorious            | Bahreïn             | 5e                          |                         |                      |                                                     |
| Cofidis                       | France              | 52e                         |                         |                      |                                                     |
| Decathlon-AG2R La Mondiale    | France              | 15e                         | 1 (19)                  |                      |                                                     |
| EF Education-EasyPost         | États-Unis          | 3e                          | 2 (11, 14)              |                      |                                                     |
| Groupama-FDJ                  | France              | 34e                         |                         |                      |                                                     |
| Ineos Grenadiers              | Grande-Bretagne     | 7e                          | 1 (2)                   |                      |                                                     |
| Intermarché-Wanty             | Belgique            | 18e                         |                         |                      |                                                     |
| Israel-Premier Tech           | Israël              | 4e                          |                         |                      |                                                     |
| Lidl-Trek                     | États-Unis          | 54e                         | 6 (1, 3, 5, 10, 13, 15) | 5                    | Classement par points                               |
| Movistar Team                 | Espagne             | 8e                          |                         |                      |                                                     |
| Q36.5 Pro Cycling Team        | Suisse              | 16e                         |                         |                      |                                                     |
| Soudal Quick-Step             | Belgique            | 19e                         |                         |                      |                                                     |
| Team Jayco AlUla              | Australie           | 23e                         | 2 (8, 20)               |                      |                                                     |
| Team Picnic PostNL            | Pays-Bas            | 11e                         | 1 (4)                   |                      |                                                     |
| Team Polti VisitMalta         | Italie              | 14e                         |                         |                      |                                                     |
| Team Visma-Lease a Bike       | Pays-Bas            | 1er                         | 3 (9, 12, 21)           | 2                    |                                                     |
| Tudor Pro Cycling Team        | Suisse              | 10e                         |                         |                      |                                                     |
| UAE Team Emirates XRG         | Émirats arabes unis | 2e                          | 2 (7, 17)               | 11                   | Classement du meilleur jeune Classement par équipes |
| VF Group-Bardiani CSF-Faizané | Italie              | 70e                         |                         |                      |                                                     |
| XDS Astana                    | Kazakhstan          | 21e                         | 1 (16)                  | 1                    | Classement de la montagne                           |

## Liste des participants
| Red Bull-Bora-Hansgrohe RBH                            | Red Bull-Bora-Hansgrohe RBH | Red Bull-Bora-Hansgrohe RBH |
| ------------------------------------------------------ | --------------------------- | --------------------------- |
| Num                                                    | Coureur                     | Pos                         |
| 1                                                      | Primož Roglič (SLO)         | AB-16                       |
| 2                                                      | Giovanni Aleotti (ITA)      | 59e                         |
| 3                                                      | Nico Denz (GER)             | 122e                        |
| 4                                                      | Jai Hindley (AUS)           | AB-6                        |
| 5                                                      | Daniel Martínez (COL)       | 53e                         |
| 6                                                      | Gianni Moscon (ITA)         | 121e                        |
| 7                                                      | Giulio Pellizzari (ITA)     | 6e                          |
| 8                                                      | Jan Tratnik (SLO)           | 83e                         |
| Directeur sportif : Christian Pömer, Heinrich Haussler |                             |                             |

| Alpecin-Deceuninck ADC                               | Alpecin-Deceuninck ADC      | Alpecin-Deceuninck ADC |
| ---------------------------------------------------- | --------------------------- | ---------------------- |
| Num                                                  | Coureur                     | Pos                    |
| 11                                                   | Kaden Groves (AUS)          | 107e                   |
| 12                                                   | Quinten Hermans (BEL)       | 85e                    |
| 13                                                   | Juri Hollmann (GER)         | AB-6                   |
| 14                                                   | Jimmy Janssens (BEL)        | 118e                   |
| 15                                                   | Timo Kielich (BEL)          | 86e                    |
| 16                                                   | Edward Planckaert (BEL)     | 102e                   |
| 17                                                   | Fabio Van den Bossche (BEL) | 100e                   |
| 18                                                   | Jensen Plowright (AUS)      | 158e                   |
| Directeur sportif : Gianni Meersman, Jens Keukeleire |                             |                        |

| Arkéa-B&B Hotels ARK                                 | Arkéa-B&B Hotels ARK          | Arkéa-B&B Hotels ARK |
| ---------------------------------------------------- | ----------------------------- | -------------------- |
| Num                                                  | Coureur                       | Pos                  |
| 21                                                   | Alessandro Verre (ITA)        | 104e                 |
| 22                                                   | Giosuè Epis (ITA)             | 135e                 |
| 23                                                   | Simon Guglielmi (FRA)         | 94e                  |
| 24                                                   | Laurens Huys (BEL)            | 109e                 |
| 25                                                   | Luca Mozzato (ITA)            | 138e                 |
| 26                                                   | Michel Ries (LUX)             | NP-7                 |
| 27                                                   | Embret Svestad-Bårdseng (NOR) | 22e                  |
| 28                                                   | Martin Tjøtta (NOR)           | 49e                  |
| Directeur sportif : Arnaud Gérard, Sébastien Hinault |                               |                      |

| Bahrain Victorious TBV                                 | Bahrain Victorious TBV  | Bahrain Victorious TBV |
| ------------------------------------------------------ | ----------------------- | ---------------------- |
| Num                                                    | Coureur                 | Pos                    |
| 31                                                     | Antonio Tiberi (ITA)    | 17e                    |
| 32                                                     | Pello Bilbao (ESP)      | 30e                    |
| 33                                                     | Damiano Caruso (ITA)    | 5e                     |
| 34                                                     | Afonso Eulálio (POR)    | AB-19                  |
| 35                                                     | Matevž Govekar (SLO)    | 142e                   |
| 36                                                     | Fran Miholjević (CRO)   | 113e                   |
| 37                                                     | Andrea Pasqualon (ITA)  | AB-9                   |
| 38                                                     | Edoardo Zambanini (ITA) | 27e                    |
| Directeur sportif : Gorazd Štangelj, Franco Pellizotti |                         |                        |

| Cofidis COF                                              | Cofidis COF                | Cofidis COF |
| -------------------------------------------------------- | -------------------------- | ----------- |
| Num                                                      | Coureur                    | Pos         |
| 41                                                       | Milan Fretin (BEL)         | NP-16       |
| 42                                                       | Nicolas Debeaumarché (FRA) | 140e        |
| 43                                                       | Jonathan Lastra (ESP)      | 65e         |
| 44                                                       | Jan Maas (NED)             | 139e        |
| 45                                                       | Sylvain Moniquet (BEL)     | 71e         |
| 46                                                       | Stefano Oldani (ITA)       | 67e         |
| 47                                                       | Anthony Perez (FRA)        | 124e        |
| 48                                                       | Sergio Samitier (ESP)      | 52e         |
| Directeur sportif : Roberto Damiani, Gorka Gerrikagoitia |                            |             |

| Decathlon-AG2R La Mondiale DAT                  | Decathlon-AG2R La Mondiale DAT | Decathlon-AG2R La Mondiale DAT |
| ----------------------------------------------- | ------------------------------ | ------------------------------ |
| Num                                             | Coureur                        | Pos                            |
| 51                                              | Sam Bennett (IRL)              | 145e                           |
| 52                                              | Geoffrey Bouchard (FRA)        | AB-1                           |
| 53                                              | Dries De Bondt (BEL)           | 128e                           |
| 54                                              | Stan Dewulf (BEL)              | 111e                           |
| 55                                              | Dorian Godon (FRA)             | 84e                            |
| 56                                              | Tord Gudmestad (NOR)           | 134e                           |
| 57                                              | Nicolas Prodhomme (FRA)        | 15e                            |
| 58                                              | Andrea Vendrame (ITA)          | 35e                            |
| Directeur sportif : Luke Roberts, Didier Jannel |                                |                                |

| EF Education-EasyPost EFE                              | EF Education-EasyPost EFE     | EF Education-EasyPost EFE |
| ------------------------------------------------------ | ----------------------------- | ------------------------- |
| Num                                                    | Coureur                       | Pos                       |
| 61                                                     | Richard Carapaz (ECU)         | 3e                        |
| 62                                                     | Kasper Asgreen (DEN)          | 115e                      |
| 63                                                     | Alexander Cepeda (ECU)        | 51e                       |
| 64                                                     | Owain Doull (GBR)             | 110e                      |
| 65                                                     | Mikkel Honoré (DEN)           | 79e                       |
| 66                                                     | Darren Rafferty (IRL) (route) | 87e                       |
| 67                                                     | James Shaw (GBR)              | 76e                       |
| 68                                                     | Georg Steinhauser (GER)       | 74e                       |
| Directeur sportif : Matti Breschel, Juan Manuel Gárate |                               |                           |

| Groupama-FDJ GFC                                      | Groupama-FDJ GFC            | Groupama-FDJ GFC |
| ----------------------------------------------------- | --------------------------- | ---------------- |
| Num                                                   | Coureur                     | Pos              |
| 71                                                    | David Gaudu (FRA)           | 66e              |
| 72                                                    | Sven Erik Bystrøm (NOR)     | 130e             |
| 73                                                    | Clément Davy (FRA)          | 137e             |
| 74                                                    | Kevin Geniets (LUX) (route) | 33e              |
| 75                                                    | Lorenzo Germani (ITA)       | 63e              |
| 76                                                    | Quentin Pacher (FRA)        | 64e              |
| 77                                                    | Enzo Paleni (FRA)           | 112e             |
| 78                                                    | Rémy Rochas (FRA)           | 39e              |
| Directeur sportif : Thierry Bricaud, Stéphane Goubert |                             |                  |

| Ineos Grenadiers IGD                                 | Ineos Grenadiers IGD                | Ineos Grenadiers IGD |
| ---------------------------------------------------- | ----------------------------------- | -------------------- |
| Num                                                  | Coureur                             | Pos                  |
| 81                                                   | Egan Bernal (COL) (route et chrono) | 7e                   |
| 82                                                   | Thymen Arensman (NED)               | 29e                  |
| 83                                                   | Jonathan Castroviejo (ESP)          | 61e                  |
| 84                                                   | Lucas Hamilton (AUS)                | 103e                 |
| 85                                                   | Kim Heiduk (GER)                    | 114e                 |
| 86                                                   | Brandon Rivera (COL)                | NP-14                |
| 87                                                   | Joshua Tarling (GBR) (chrono)       | AB-16                |
| 88                                                   | Ben Turner (GBR)                    | 120e                 |
| Directeur sportif : Zakkari Dempster, Leonardo Basso |                                     |                      |

| Intermarché-Wanty IWA                            | Intermarché-Wanty IWA    | Intermarché-Wanty IWA |
| ------------------------------------------------ | ------------------------ | --------------------- |
| Num                                              | Coureur                  | Pos                   |
| 91                                               | Louis Meintjes (RSA)     | 18e                   |
| 92                                               | Francesco Busatto (ITA)  | 99e                   |
| 93                                               | Kevin Colleoni (ITA)     | 108e                  |
| 94                                               | Simone Petilli (ITA)     | 60e                   |
| 95                                               | Dion Smith (NZL)         | AB-6                  |
| 96                                               | Gerben Thijssen (BEL)    | 157e                  |
| 97                                               | Taco van der Hoorn (NED) | 155e                  |
| 98                                               | Gijs Van Hoecke (BEL)    | 153e                  |
| Directeur sportif : Dimitri Claeys, Bart Wellens |                          |                       |

| Israel-Premier Tech IPT                                  | Israel-Premier Tech IPT | Israel-Premier Tech IPT |
| -------------------------------------------------------- | ----------------------- | ----------------------- |
| Num                                                      | Coureur                 | Pos                     |
| 101                                                      | Derek Gee (CAN)         | 4e                      |
| 102                                                      | Simon Clarke (AUS)      | 117e                    |
| 103                                                      | Marco Frigo (ITA)       | 28e                     |
| 104                                                      | Jakob Fuglsang (DEN)    | 81e                     |
| 105                                                      | Jan Hirt (CZE)          | NP-7                    |
| 106                                                      | Hugo Houle (CAN)        | 62e                     |
| 107                                                      | Nick Schultz (AUS)      | 106e                    |
| 109                                                      | Corbin Strong (NZL)     | 96e                     |
| Directeur sportif : Sam Bewley, Jonathan Patrick McCarty |                         |                         |

| Lidl-Trek LTK                                                   | Lidl-Trek LTK                | Lidl-Trek LTK |
| --------------------------------------------------------------- | ---------------------------- | ------------- |
| Num                                                             | Coureur                      | Pos           |
| 111                                                             | Giulio Ciccone (ITA)         | NP-15         |
| 112                                                             | Daan Hoole (NED) (chrono)    | 119e          |
| 113                                                             | Patrick Konrad (AUT)         | 73e           |
| 114                                                             | Søren Kragh Andersen (DEN)   | NP-5          |
| 115                                                             | Jacopo Mosca (ITA)           | 126e          |
| 116                                                             | Mads Pedersen (DEN)          | 90e           |
| 117                                                             | Mathias Vacek (CZE) (chrono) | 57e           |
| 118                                                             | Carlos Verona (ESP)          | 54e           |
| Directeur sportif : Kim Andersen, Maxime Monfort, Michael Schär |                              |               |

| Movistar Team MOV                       | Movistar Team MOV               | Movistar Team MOV |
| --------------------------------------- | ------------------------------- | ----------------- |
| Num                                     | Coureur                         | Pos               |
| 121                                     | Nairo Quintana (COL)            | 25e               |
| 122                                     | Orluis Aular (VEN) (chrono)     | 101e              |
| 123                                     | Jon Barrenetxea (ESP)           | 92e               |
| 124                                     | Jefferson Cepeda (ECU) (chrono) | 34e               |
| 125                                     | Davide Formolo (ITA)            | 45e               |
| 126                                     | Lorenzo Milesi (ITA)            | 88e               |
| 127                                     | Einer Rubio (COL)               | 8e                |
| 128                                     | Albert Torres (ESP)             | 127e              |
| Directeur sportif : Maximilian Sciandri |                                 |                   |

| Q36.5 Pro Cycling Team Q36                         | Q36.5 Pro Cycling Team Q36  | Q36.5 Pro Cycling Team Q36 |
| -------------------------------------------------- | --------------------------- | -------------------------- |
| Num                                                | Coureur                     | Pos                        |
| 131                                                | Tom Pidcock (GBR)           | 16e                        |
| 132                                                | Xabier Mikel Azparren (ESP) | 125e                       |
| 133                                                | Mark Donovan (GBR)          | 55e                        |
| 134                                                | Damien Howson (AUS)         | 46e                        |
| 135                                                | Emīls Liepiņš (LAT) (route) | 131e                       |
| 136                                                | Matteo Moschetti (ITA)      | 152e                       |
| 137                                                | Milan Vader (NED)           | 80e                        |
| 138                                                | Nickolas Zukowsky (CAN)     | AB-4                       |
| Directeur sportif : Gabriele Missaglia, Jens Zemke |                             |                            |

| Soudal Quick-Step SOQ                               | Soudal Quick-Step SOQ      | Soudal Quick-Step SOQ |
| --------------------------------------------------- | -------------------------- | --------------------- |
| Num                                                 | Coureur                    | Pos                   |
| 141                                                 | Mikel Landa (ESP)          | AB-1                  |
| 142                                                 | Mattia Cattaneo (ITA)      | 44e                   |
| 143                                                 | Josef Černý (CZE)          | 132e                  |
| 144                                                 | Gianmarco Garofoli (ITA)   | 31e                   |
| 145                                                 | Ethan Hayter (GBR) (route) | 136e                  |
| 146                                                 | James Knox (GBR)           | 19e                   |
| 147                                                 | Luke Lamperti (USA)        | 146e                  |
| 148                                                 | Paul Magnier (FRA)         | NP-16                 |
| Directeur sportif : Davide Bramati, Geert Van Bondt |                            |                       |

| Team Jayco AlUla JAY                               | Team Jayco AlUla JAY      | Team Jayco AlUla JAY |
| -------------------------------------------------- | ------------------------- | -------------------- |
| Num                                                | Coureur                   | Pos                  |
| 151                                                | Chris Harper (AUS)        | 23e                  |
| 152                                                | Koen Bouwman (NED)        | NP-9                 |
| 153                                                | Davide De Pretto (ITA)    | 77e                  |
| 154                                                | Paul Double (GBR)         | 98e                  |
| 155                                                | Felix Engelhardt (GER)    | 82e                  |
| 156                                                | Michael Hepburn (AUS)     | 143e                 |
| 157                                                | Luke Plapp (AUS) (chrono) | AB-17                |
| 158                                                | Filippo Zana (ITA)        | 58e                  |
| Directeur sportif : David McPartland, Valerio Piva |                           |                      |

| Team Picnic-PostNL TPP                                    | Team Picnic-PostNL TPP    | Team Picnic-PostNL TPP |
| --------------------------------------------------------- | ------------------------- | ---------------------- |
| Num                                                       | Coureur                   | Pos                    |
| 161                                                       | Romain Bardet (FRA)       | 26e                    |
| 162                                                       | Alexander Edmondson (AUS) | 148e                   |
| 163                                                       | Chris Hamilton (AUS)      | 47e                    |
| 164                                                       | Gijs Leemreize (NED)      | 43e                    |
| 165                                                       | Niklas Märkl (GER)        | 156e                   |
| 166                                                       | Max Poole (GBR)           | 11e                    |
| 167                                                       | Casper van Uden (NED)     | 150e                   |
| 168                                                       | Bram Welten (NED)         | AB-7                   |
| Directeur sportif : Matthew Winston, Christian Guiberteau |                           |                        |

| Team Polti VisitMalta PTV                                     | Team Polti VisitMalta PTV   | Team Polti VisitMalta PTV |
| ------------------------------------------------------------- | --------------------------- | ------------------------- |
| Num                                                           | Coureur                     | Pos                       |
| 171                                                           | Davide Piganzoli (ITA)      | 14e                       |
| 172                                                           | Davide Bais (ITA)           | 97e                       |
| 173                                                           | Mattia Bais (ITA)           | 69e                       |
| 174                                                           | Giovanni Lonardi (ITA)      | 129e                      |
| 175                                                           | Mirco Maestri (ITA)         | 93e                       |
| 176                                                           | Francisco Muñoz Llana (ESP) | 144e                      |
| 177                                                           | Andrea Pietrobon (ITA)      | 141e                      |
| 178                                                           | Alessandro Tonelli (ITA)    | 48e                       |
| Directeur sportif : Stefano Zanatta, Jesús Hernández Blázquez |                             |                           |

| Team Visma \| Lease a Bike TVL                            | Team Visma \| Lease a Bike TVL | Team Visma \| Lease a Bike TVL |
| --------------------------------------------------------- | ------------------------------ | ------------------------------ |
| Num                                                       | Coureur                        | Pos                            |
| 181                                                       | Wout van Aert (BEL)            | 72e                            |
| 182                                                       | Edoardo Affini (ITA) (chrono)  | 133e                           |
| 183                                                       | Wilco Kelderman (NED)          | 37e                            |
| 184                                                       | Olav Kooij (NED)               | 149e                           |
| 185                                                       | Steven Kruijswijk (NED)        | 38e                            |
| 186                                                       | Bart Lemmen (NED)              | 42e                            |
| 187                                                       | Dylan van Baarle (NED)         | 95e                            |
| 188                                                       | Simon Yates (GBR)              | 1er                            |
| Directeur sportif : Marc Reef, Addy Engels, Jesper Mørkøv |                                |                                |

| Tudor Pro Cycling Team TUD                        | Tudor Pro Cycling Team TUD  | Tudor Pro Cycling Team TUD |
| ------------------------------------------------- | --------------------------- | -------------------------- |
| Num                                               | Coureur                     | Pos                        |
| 191                                               | Michael Storer (AUS)        | 10e                        |
| 192                                               | Marco Brenner (GER) (route) | AB-19                      |
| 193                                               | Alexander Krieger (GER)     | 159e                       |
| 194                                               | Rick Pluimers (NED)         | 105e                       |
| 195                                               | Florian Stork (GER)         | 20e                        |
| 196                                               | Yannis Voisard (SUI)        | 32e                        |
| 197                                               | Lawrence Warbasse (USA)     | 68e                        |
| 198                                               | Maikel Zijlaard (NED)       | 154e                       |
| Directeur sportif : Matteo Tosatto, Claudio Cozzi |                             |                            |

| UAE Team Emirates XRG UAD                       | UAE Team Emirates XRG UAD      | UAE Team Emirates XRG UAD |
| ----------------------------------------------- | ------------------------------ | ------------------------- |
| Num                                             | Coureur                        | Pos                       |
| 201                                             | Juan Ayuso (ESP)               | AB-18                     |
| 202                                             | Igor Arrieta (ESP)             | 36e                       |
| 203                                             | Filippo Baroncini (ITA)        | 78e                       |
| 204                                             | Isaac Del Toro (MEX)           | 2e                        |
| 205                                             | Rafał Majka (POL)              | 13e                       |
| 206                                             | Brandon McNulty (USA) (chrono) | 9e                        |
| 207                                             | Jay Vine (AUS)                 | AB-17                     |
| 208                                             | Adam Yates (GBR)               | 12e                       |
| Directeur sportif : Fabio Baldato, Manuele Mori |                                |                           |

| VF Group-Bardiani CSF-Faizanè VBF                        | VF Group-Bardiani CSF-Faizanè VBF | VF Group-Bardiani CSF-Faizanè VBF |
| -------------------------------------------------------- | --------------------------------- | --------------------------------- |
| Num                                                      | Coureur                           | Pos                               |
| 211                                                      | Filippo Fiorelli (ITA)            | 89e                               |
| 212                                                      | Luca Covili (ITA)                 | 70e                               |
| 213                                                      | Filippo Magli (ITA)               | 116e                              |
| 214                                                      | Martin Marcellusi (ITA)           | 75e                               |
| 215                                                      | Alessio Martinelli (ITA)          | AB-16                             |
| 216                                                      | Alessandro Pinarello (ITA)        | NP-6                              |
| 217                                                      | Manuele Tarozzi (ITA)             | 91e                               |
| 218                                                      | Enrico Zanoncello (ITA)           | 151e                              |
| Directeur sportif : Roberto Reverberi, Alessandro Donati |                                   |                                   |

| XDS Astana Team XAT                                | XDS Astana Team XAT     | XDS Astana Team XAT |
| -------------------------------------------------- | ----------------------- | ------------------- |
| Num                                                | Coureur                 | Pos                 |
| 221                                                | Diego Ulissi (ITA)      | 21e                 |
| 222                                                | Nicola Conci (ITA)      | 56e                 |
| 223                                                | Lorenzo Fortunato (ITA) | 24e                 |
| 224                                                | Max Kanter (GER)        | 123e                |
| 225                                                | Anton Kuzmin (KAZ)      | 147e                |
| 226                                                | Fausto Masnada (ITA)    | 41e                 |
| 227                                                | Wout Poels (NED)        | 50e                 |
| 228                                                | Christian Scaroni (ITA) | 40e                 |
| Directeur sportif : Alexandr Shefer, Mario Manzoni |                         |                     |

| Red Bull-Bora-Hansgrohe RBH                            | Red Bull-Bora-Hansgrohe RBH | Red Bull-Bora-Hansgrohe RBH |
| ------------------------------------------------------ | --------------------------- | --------------------------- |
| Num                                                    | Coureur                     | Pos                         |
| 1                                                      | Primož Roglič (SLO)         | AB-16                       |
| 2                                                      | Giovanni Aleotti (ITA)      | 59e                         |
| 3                                                      | Nico Denz (GER)             | 122e                        |
| 4                                                      | Jai Hindley (AUS)           | AB-6                        |
| 5                                                      | Daniel Martínez (COL)       | 53e                         |
| 6                                                      | Gianni Moscon (ITA)         | 121e                        |
| 7                                                      | Giulio Pellizzari (ITA)     | 6e                          |
| 8                                                      | Jan Tratnik (SLO)           | 83e                         |
| Directeur sportif : Christian Pömer, Heinrich Haussler |                             |                             |

| Alpecin-Deceuninck ADC                               | Alpecin-Deceuninck ADC      | Alpecin-Deceuninck ADC |
| ---------------------------------------------------- | --------------------------- | ---------------------- |
| Num                                                  | Coureur                     | Pos                    |
| 11                                                   | Kaden Groves (AUS)          | 107e                   |
| 12                                                   | Quinten Hermans (BEL)       | 85e                    |
| 13                                                   | Juri Hollmann (GER)         | AB-6                   |
| 14                                                   | Jimmy Janssens (BEL)        | 118e                   |
| 15                                                   | Timo Kielich (BEL)          | 86e                    |
| 16                                                   | Edward Planckaert (BEL)     | 102e                   |
| 17                                                   | Fabio Van den Bossche (BEL) | 100e                   |
| 18                                                   | Jensen Plowright (AUS)      | 158e                   |
| Directeur sportif : Gianni Meersman, Jens Keukeleire |                             |                        |

| Arkéa-B&B Hotels ARK                                 | Arkéa-B&B Hotels ARK          | Arkéa-B&B Hotels ARK |
| ---------------------------------------------------- | ----------------------------- | -------------------- |
| Num                                                  | Coureur                       | Pos                  |
| 21                                                   | Alessandro Verre (ITA)        | 104e                 |
| 22                                                   | Giosuè Epis (ITA)             | 135e                 |
| 23                                                   | Simon Guglielmi (FRA)         | 94e                  |
| 24                                                   | Laurens Huys (BEL)            | 109e                 |
| 25                                                   | Luca Mozzato (ITA)            | 138e                 |
| 26                                                   | Michel Ries (LUX)             | NP-7                 |
| 27                                                   | Embret Svestad-Bårdseng (NOR) | 22e                  |
| 28                                                   | Martin Tjøtta (NOR)           | 49e                  |
| Directeur sportif : Arnaud Gérard, Sébastien Hinault |                               |                      |

| Bahrain Victorious TBV                                 | Bahrain Victorious TBV  | Bahrain Victorious TBV |
| ------------------------------------------------------ | ----------------------- | ---------------------- |
| Num                                                    | Coureur                 | Pos                    |
| 31                                                     | Antonio Tiberi (ITA)    | 17e                    |
| 32                                                     | Pello Bilbao (ESP)      | 30e                    |
| 33                                                     | Damiano Caruso (ITA)    | 5e                     |
| 34                                                     | Afonso Eulálio (POR)    | AB-19                  |
| 35                                                     | Matevž Govekar (SLO)    | 142e                   |
| 36                                                     | Fran Miholjević (CRO)   | 113e                   |
| 37                                                     | Andrea Pasqualon (ITA)  | AB-9                   |
| 38                                                     | Edoardo Zambanini (ITA) | 27e                    |
| Directeur sportif : Gorazd Štangelj, Franco Pellizotti |                         |                        |

| Cofidis COF                                              | Cofidis COF                | Cofidis COF |
| -------------------------------------------------------- | -------------------------- | ----------- |
| Num                                                      | Coureur                    | Pos         |
| 41                                                       | Milan Fretin (BEL)         | NP-16       |
| 42                                                       | Nicolas Debeaumarché (FRA) | 140e        |
| 43                                                       | Jonathan Lastra (ESP)      | 65e         |
| 44                                                       | Jan Maas (NED)             | 139e        |
| 45                                                       | Sylvain Moniquet (BEL)     | 71e         |
| 46                                                       | Stefano Oldani (ITA)       | 67e         |
| 47                                                       | Anthony Perez (FRA)        | 124e        |
| 48                                                       | Sergio Samitier (ESP)      | 52e         |
| Directeur sportif : Roberto Damiani, Gorka Gerrikagoitia |                            |             |

| Decathlon-AG2R La Mondiale DAT                  | Decathlon-AG2R La Mondiale DAT | Decathlon-AG2R La Mondiale DAT |
| ----------------------------------------------- | ------------------------------ | ------------------------------ |
| Num                                             | Coureur                        | Pos                            |
| 51                                              | Sam Bennett (IRL)              | 145e                           |
| 52                                              | Geoffrey Bouchard (FRA)        | AB-1                           |
| 53                                              | Dries De Bondt (BEL)           | 128e                           |
| 54                                              | Stan Dewulf (BEL)              | 111e                           |
| 55                                              | Dorian Godon (FRA)             | 84e                            |
| 56                                              | Tord Gudmestad (NOR)           | 134e                           |
| 57                                              | Nicolas Prodhomme (FRA)        | 15e                            |
| 58                                              | Andrea Vendrame (ITA)          | 35e                            |
| Directeur sportif : Luke Roberts, Didier Jannel |                                |                                |

| EF Education-EasyPost EFE                              | EF Education-EasyPost EFE     | EF Education-EasyPost EFE |
| ------------------------------------------------------ | ----------------------------- | ------------------------- |
| Num                                                    | Coureur                       | Pos                       |
| 61                                                     | Richard Carapaz (ECU)         | 3e                        |
| 62                                                     | Kasper Asgreen (DEN)          | 115e                      |
| 63                                                     | Alexander Cepeda (ECU)        | 51e                       |
| 64                                                     | Owain Doull (GBR)             | 110e                      |
| 65                                                     | Mikkel Honoré (DEN)           | 79e                       |
| 66                                                     | Darren Rafferty (IRL) (route) | 87e                       |
| 67                                                     | James Shaw (GBR)              | 76e                       |
| 68                                                     | Georg Steinhauser (GER)       | 74e                       |
| Directeur sportif : Matti Breschel, Juan Manuel Gárate |                               |                           |

| Groupama-FDJ GFC                                      | Groupama-FDJ GFC            | Groupama-FDJ GFC |
| ----------------------------------------------------- | --------------------------- | ---------------- |
| Num                                                   | Coureur                     | Pos              |
| 71                                                    | David Gaudu (FRA)           | 66e              |
| 72                                                    | Sven Erik Bystrøm (NOR)     | 130e             |
| 73                                                    | Clément Davy (FRA)          | 137e             |
| 74                                                    | Kevin Geniets (LUX) (route) | 33e              |
| 75                                                    | Lorenzo Germani (ITA)       | 63e              |
| 76                                                    | Quentin Pacher (FRA)        | 64e              |
| 77                                                    | Enzo Paleni (FRA)           | 112e             |
| 78                                                    | Rémy Rochas (FRA)           | 39e              |
| Directeur sportif : Thierry Bricaud, Stéphane Goubert |                             |                  |

| Ineos Grenadiers IGD                                 | Ineos Grenadiers IGD                | Ineos Grenadiers IGD |
| ---------------------------------------------------- | ----------------------------------- | -------------------- |
| Num                                                  | Coureur                             | Pos                  |
| 81                                                   | Egan Bernal (COL) (route et chrono) | 7e                   |
| 82                                                   | Thymen Arensman (NED)               | 29e                  |
| 83                                                   | Jonathan Castroviejo (ESP)          | 61e                  |
| 84                                                   | Lucas Hamilton (AUS)                | 103e                 |
| 85                                                   | Kim Heiduk (GER)                    | 114e                 |
| 86                                                   | Brandon Rivera (COL)                | NP-14                |
| 87                                                   | Joshua Tarling (GBR) (chrono)       | AB-16                |
| 88                                                   | Ben Turner (GBR)                    | 120e                 |
| Directeur sportif : Zakkari Dempster, Leonardo Basso |                                     |                      |

| Intermarché-Wanty IWA                            | Intermarché-Wanty IWA    | Intermarché-Wanty IWA |
| ------------------------------------------------ | ------------------------ | --------------------- |
| Num                                              | Coureur                  | Pos                   |
| 91                                               | Louis Meintjes (RSA)     | 18e                   |
| 92                                               | Francesco Busatto (ITA)  | 99e                   |
| 93                                               | Kevin Colleoni (ITA)     | 108e                  |
| 94                                               | Simone Petilli (ITA)     | 60e                   |
| 95                                               | Dion Smith (NZL)         | AB-6                  |
| 96                                               | Gerben Thijssen (BEL)    | 157e                  |
| 97                                               | Taco van der Hoorn (NED) | 155e                  |
| 98                                               | Gijs Van Hoecke (BEL)    | 153e                  |
| Directeur sportif : Dimitri Claeys, Bart Wellens |                          |                       |

| Israel-Premier Tech IPT                                  | Israel-Premier Tech IPT | Israel-Premier Tech IPT |
| -------------------------------------------------------- | ----------------------- | ----------------------- |
| Num                                                      | Coureur                 | Pos                     |
| 101                                                      | Derek Gee (CAN)         | 4e                      |
| 102                                                      | Simon Clarke (AUS)      | 117e                    |
| 103                                                      | Marco Frigo (ITA)       | 28e                     |
| 104                                                      | Jakob Fuglsang (DEN)    | 81e                     |
| 105                                                      | Jan Hirt (CZE)          | NP-7                    |
| 106                                                      | Hugo Houle (CAN)        | 62e                     |
| 107                                                      | Nick Schultz (AUS)      | 106e                    |
| 109                                                      | Corbin Strong (NZL)     | 96e                     |
| Directeur sportif : Sam Bewley, Jonathan Patrick McCarty |                         |                         |

| Lidl-Trek LTK                                                   | Lidl-Trek LTK                | Lidl-Trek LTK |
| --------------------------------------------------------------- | ---------------------------- | ------------- |
| Num                                                             | Coureur                      | Pos           |
| 111                                                             | Giulio Ciccone (ITA)         | NP-15         |
| 112                                                             | Daan Hoole (NED) (chrono)    | 119e          |
| 113                                                             | Patrick Konrad (AUT)         | 73e           |
| 114                                                             | Søren Kragh Andersen (DEN)   | NP-5          |
| 115                                                             | Jacopo Mosca (ITA)           | 126e          |
| 116                                                             | Mads Pedersen (DEN)          | 90e           |
| 117                                                             | Mathias Vacek (CZE) (chrono) | 57e           |
| 118                                                             | Carlos Verona (ESP)          | 54e           |
| Directeur sportif : Kim Andersen, Maxime Monfort, Michael Schär |                              |               |

| Movistar Team MOV                       | Movistar Team MOV               | Movistar Team MOV |
| --------------------------------------- | ------------------------------- | ----------------- |
| Num                                     | Coureur                         | Pos               |
| 121                                     | Nairo Quintana (COL)            | 25e               |
| 122                                     | Orluis Aular (VEN) (chrono)     | 101e              |
| 123                                     | Jon Barrenetxea (ESP)           | 92e               |
| 124                                     | Jefferson Cepeda (ECU) (chrono) | 34e               |
| 125                                     | Davide Formolo (ITA)            | 45e               |
| 126                                     | Lorenzo Milesi (ITA)            | 88e               |
| 127                                     | Einer Rubio (COL)               | 8e                |
| 128                                     | Albert Torres (ESP)             | 127e              |
| Directeur sportif : Maximilian Sciandri |                                 |                   |

| Q36.5 Pro Cycling Team Q36                         | Q36.5 Pro Cycling Team Q36  | Q36.5 Pro Cycling Team Q36 |
| -------------------------------------------------- | --------------------------- | -------------------------- |
| Num                                                | Coureur                     | Pos                        |
| 131                                                | Tom Pidcock (GBR)           | 16e                        |
| 132                                                | Xabier Mikel Azparren (ESP) | 125e                       |
| 133                                                | Mark Donovan (GBR)          | 55e                        |
| 134                                                | Damien Howson (AUS)         | 46e                        |
| 135                                                | Emīls Liepiņš (LAT) (route) | 131e                       |
| 136                                                | Matteo Moschetti (ITA)      | 152e                       |
| 137                                                | Milan Vader (NED)           | 80e                        |
| 138                                                | Nickolas Zukowsky (CAN)     | AB-4                       |
| Directeur sportif : Gabriele Missaglia, Jens Zemke |                             |                            |

| Soudal Quick-Step SOQ                               | Soudal Quick-Step SOQ      | Soudal Quick-Step SOQ |
| --------------------------------------------------- | -------------------------- | --------------------- |
| Num                                                 | Coureur                    | Pos                   |
| 141                                                 | Mikel Landa (ESP)          | AB-1                  |
| 142                                                 | Mattia Cattaneo (ITA)      | 44e                   |
| 143                                                 | Josef Černý (CZE)          | 132e                  |
| 144                                                 | Gianmarco Garofoli (ITA)   | 31e                   |
| 145                                                 | Ethan Hayter (GBR) (route) | 136e                  |
| 146                                                 | James Knox (GBR)           | 19e                   |
| 147                                                 | Luke Lamperti (USA)        | 146e                  |
| 148                                                 | Paul Magnier (FRA)         | NP-16                 |
| Directeur sportif : Davide Bramati, Geert Van Bondt |                            |                       |

| Team Jayco AlUla JAY                               | Team Jayco AlUla JAY      | Team Jayco AlUla JAY |
| -------------------------------------------------- | ------------------------- | -------------------- |
| Num                                                | Coureur                   | Pos                  |
| 151                                                | Chris Harper (AUS)        | 23e                  |
| 152                                                | Koen Bouwman (NED)        | NP-9                 |
| 153                                                | Davide De Pretto (ITA)    | 77e                  |
| 154                                                | Paul Double (GBR)         | 98e                  |
| 155                                                | Felix Engelhardt (GER)    | 82e                  |
| 156                                                | Michael Hepburn (AUS)     | 143e                 |
| 157                                                | Luke Plapp (AUS) (chrono) | AB-17                |
| 158                                                | Filippo Zana (ITA)        | 58e                  |
| Directeur sportif : David McPartland, Valerio Piva |                           |                      |

| Team Picnic-PostNL TPP                                    | Team Picnic-PostNL TPP    | Team Picnic-PostNL TPP |
| --------------------------------------------------------- | ------------------------- | ---------------------- |
| Num                                                       | Coureur                   | Pos                    |
| 161                                                       | Romain Bardet (FRA)       | 26e                    |
| 162                                                       | Alexander Edmondson (AUS) | 148e                   |
| 163                                                       | Chris Hamilton (AUS)      | 47e                    |
| 164                                                       | Gijs Leemreize (NED)      | 43e                    |
| 165                                                       | Niklas Märkl (GER)        | 156e                   |
| 166                                                       | Max Poole (GBR)           | 11e                    |
| 167                                                       | Casper van Uden (NED)     | 150e                   |
| 168                                                       | Bram Welten (NED)         | AB-7                   |
| Directeur sportif : Matthew Winston, Christian Guiberteau |                           |                        |

| Team Polti VisitMalta PTV                                     | Team Polti VisitMalta PTV   | Team Polti VisitMalta PTV |
| ------------------------------------------------------------- | --------------------------- | ------------------------- |
| Num                                                           | Coureur                     | Pos                       |
| 171                                                           | Davide Piganzoli (ITA)      | 14e                       |
| 172                                                           | Davide Bais (ITA)           | 97e                       |
| 173                                                           | Mattia Bais (ITA)           | 69e                       |
| 174                                                           | Giovanni Lonardi (ITA)      | 129e                      |
| 175                                                           | Mirco Maestri (ITA)         | 93e                       |
| 176                                                           | Francisco Muñoz Llana (ESP) | 144e                      |
| 177                                                           | Andrea Pietrobon (ITA)      | 141e                      |
| 178                                                           | Alessandro Tonelli (ITA)    | 48e                       |
| Directeur sportif : Stefano Zanatta, Jesús Hernández Blázquez |                             |                           |

| Team Visma \| Lease a Bike TVL                            | Team Visma \| Lease a Bike TVL | Team Visma \| Lease a Bike TVL |
| --------------------------------------------------------- | ------------------------------ | ------------------------------ |
| Num                                                       | Coureur                        | Pos                            |
| 181                                                       | Wout van Aert (BEL)            | 72e                            |
| 182                                                       | Edoardo Affini (ITA) (chrono)  | 133e                           |
| 183                                                       | Wilco Kelderman (NED)          | 37e                            |
| 184                                                       | Olav Kooij (NED)               | 149e                           |
| 185                                                       | Steven Kruijswijk (NED)        | 38e                            |
| 186                                                       | Bart Lemmen (NED)              | 42e                            |
| 187                                                       | Dylan van Baarle (NED)         | 95e                            |
| 188                                                       | Simon Yates (GBR)              | 1er                            |
| Directeur sportif : Marc Reef, Addy Engels, Jesper Mørkøv |                                |                                |

| Tudor Pro Cycling Team TUD                        | Tudor Pro Cycling Team TUD  | Tudor Pro Cycling Team TUD |
| ------------------------------------------------- | --------------------------- | -------------------------- |
| Num                                               | Coureur                     | Pos                        |
| 191                                               | Michael Storer (AUS)        | 10e                        |
| 192                                               | Marco Brenner (GER) (route) | AB-19                      |
| 193                                               | Alexander Krieger (GER)     | 159e                       |
| 194                                               | Rick Pluimers (NED)         | 105e                       |
| 195                                               | Florian Stork (GER)         | 20e                        |
| 196                                               | Yannis Voisard (SUI)        | 32e                        |
| 197                                               | Lawrence Warbasse (USA)     | 68e                        |
| 198                                               | Maikel Zijlaard (NED)       | 154e                       |
| Directeur sportif : Matteo Tosatto, Claudio Cozzi |                             |                            |

| UAE Team Emirates XRG UAD                       | UAE Team Emirates XRG UAD      | UAE Team Emirates XRG UAD |
| ----------------------------------------------- | ------------------------------ | ------------------------- |
| Num                                             | Coureur                        | Pos                       |
| 201                                             | Juan Ayuso (ESP)               | AB-18                     |
| 202                                             | Igor Arrieta (ESP)             | 36e                       |
| 203                                             | Filippo Baroncini (ITA)        | 78e                       |
| 204                                             | Isaac Del Toro (MEX)           | 2e                        |
| 205                                             | Rafał Majka (POL)              | 13e                       |
| 206                                             | Brandon McNulty (USA) (chrono) | 9e                        |
| 207                                             | Jay Vine (AUS)                 | AB-17                     |
| 208                                             | Adam Yates (GBR)               | 12e                       |
| Directeur sportif : Fabio Baldato, Manuele Mori |                                |                           |

| VF Group-Bardiani CSF-Faizanè VBF                        | VF Group-Bardiani CSF-Faizanè VBF | VF Group-Bardiani CSF-Faizanè VBF |
| -------------------------------------------------------- | --------------------------------- | --------------------------------- |
| Num                                                      | Coureur                           | Pos                               |
| 211                                                      | Filippo Fiorelli (ITA)            | 89e                               |
| 212                                                      | Luca Covili (ITA)                 | 70e                               |
| 213                                                      | Filippo Magli (ITA)               | 116e                              |
| 214                                                      | Martin Marcellusi (ITA)           | 75e                               |
| 215                                                      | Alessio Martinelli (ITA)          | AB-16                             |
| 216                                                      | Alessandro Pinarello (ITA)        | NP-6                              |
| 217                                                      | Manuele Tarozzi (ITA)             | 91e                               |
| 218                                                      | Enrico Zanoncello (ITA)           | 151e                              |
| Directeur sportif : Roberto Reverberi, Alessandro Donati |                                   |                                   |

| XDS Astana Team XAT                                | XDS Astana Team XAT     | XDS Astana Team XAT |
| -------------------------------------------------- | ----------------------- | ------------------- |
| Num                                                | Coureur                 | Pos                 |
| 221                                                | Diego Ulissi (ITA)      | 21e                 |
| 222                                                | Nicola Conci (ITA)      | 56e                 |
| 223                                                | Lorenzo Fortunato (ITA) | 24e                 |
| 224                                                | Max Kanter (GER)        | 123e                |
| 225                                                | Anton Kuzmin (KAZ)      | 147e                |
| 226                                                | Fausto Masnada (ITA)    | 41e                 |
| 227                                                | Wout Poels (NED)        | 50e                 |
| 228                                                | Christian Scaroni (ITA) | 40e                 |
| Directeur sportif : Alexandr Shefer, Mario Manzoni |                         |                     |